# FUNCINPEC
Het Nationaal Front voor een Onafhankelijk, Neutraal, Vreedzaam en Coöperatief Cambodja (Khmer: រណសិរ្សបង្រួបបង្រួមជាតិដើម្បីកម្ពុជាឯករាជ្យ អព្យាក្រិត សន្តិភាព និងសហប្រតិបត្តិការ; Front uni national pour un Cambodge indépendant, neutre, pacifique et coopératif, FUNCINPEC) is een Cambodjaanse monarchistische politiek partij die in 1981 werd opgericht door prins Norodom Sihanouk als verzetsbeweging tegen de door Vietnam gesteunde regering van de Volksrepubliek Kampuchea. Samen met het Khmer Nationaal Volksbevrijdingsfront (KPNLF) en de Rode Khmer vormde het een tegenregering, de Nationale Coalitieregering van Democratisch Kampuchea (OCKB), dat grote delen van het land controleerde. Sihanouk was niet alleen voorzitter van FUNCINPEC, maar bekleedde ook het presidentschap van de OCKB.

## Geschiedenis
Tussen 1990 en 1992 nam FUNCINPEC, als onderdeel van de OCKB, deel aan de onderhandelingen (onder supervisie van de Verenigde Naties) met de regering van de volksrepubliek om tot een vreedzame oplossing te komen voor het gewapende conflict tussen de regering en tegenregering. In 1992 kwam met tot een vergelijk en besloot men tot vorming van een overgangsregering voor Cambodja, Interimgezag van de VN in Cambodja (UNTAC). In 1993 kwam er met de vorming van het Koninkrijk Cambodja (grotendeels) een einde aan het conflict en werd Norodom Sihanouk voor de tweede maal in zijn leven koning van Cambodja. In 1993 werd prins Norodom Ranariddh, een van de zoons van de koning, voorzitter van FUNCINPEC, dat inmiddels was omgevormd tot een politieke partij. Bij de verkiezingen van dat werd de partij met 58 van de 120 zetels in de Nationale Vergadering de grootste partij en vormde het een coalitieregering met de Cambodjaanse Volkspartij (de voormalige communistische partij) en de Boeddhistische Liberaal-Democratische Partij (voortgekomen uit het volksbevrijdingsfront). Ranariddh werd eerste minister-president en Hun Sen van de Volkspartij werd tweede minister-president (periode van de "co-premiers"). De spanningen tussen FUNCINPEC en de Cambodjaanse Volkspartij liepen in de komende jaren hoog op en in het voorjaar van 1997 kwam het tot een gewapend conflict tussen aanhangers van FUNCINPEC en de Volkspartij. In juli braken er gevechten uit tussen de milities van de beide partijen. Inmiddels brak Ung Phan, de nummer twee van FUNCINPEC met Ranariddh en koos in het conflict de zijde van de Volkspartij van Hun Sen. Met steun van de parlementariërs van de Volkspartij en het deel van FUNCINPEC dat de zijde van Ung Phan had gekozen, werd de laatste gekozen tot co-premier en werd Ranariddh voorlopig op een zijspoor gezet. Bij de verkiezingen van 1998 werd de Volkspartij de grootste partij en werd Hun Sen de enige premier van het land. De coalitie met FUNCINPEC werd voortgezet. Na enkele concessies aan Ranariddh van de zijde van de regering (hij werd voorzitter van de Senaat) vond er een verzoening plaats. De relatie tussen de Volkspartij en FUNCINPEC was de in volgende jaren aanmerkelijk beter. Na 2003 verslechterde de relatie tussen FUNCINPEC en de Volkspartij opnieuw. Na de verkiezingen van dat jaar werd de coalitie niettemin hernieuwd. In 2006 werd Ranariddh als partijleider vervangen door zijn zwager, Keo Puth Rasmey, en ging hij in vrijwillige ballingschap.

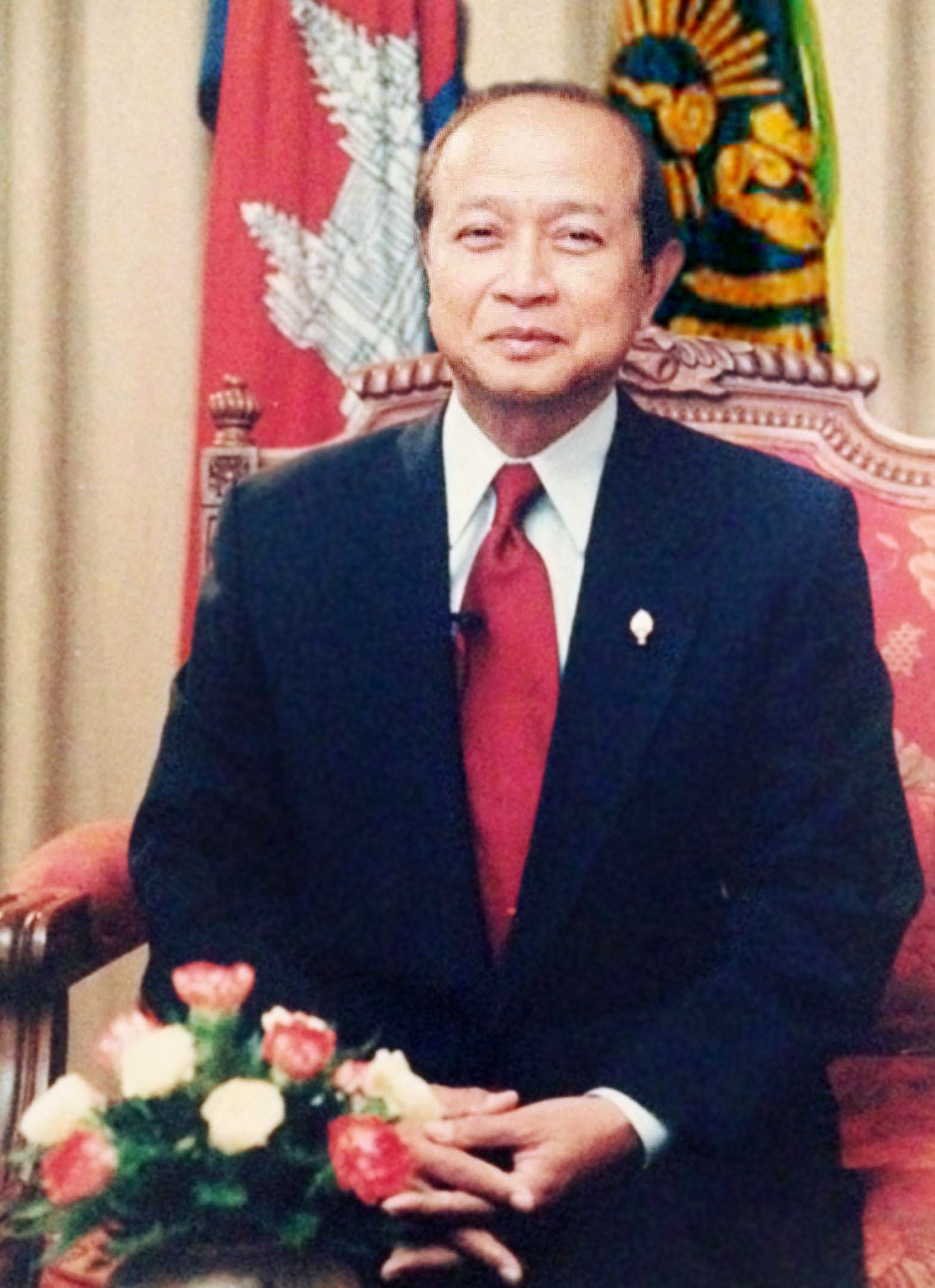
Prins Norodom Ranariddh (*1944), partijleider en oud-premier.

Bij de verkiezingen in 2013 verloor FUNCINPEC alle zetels in het parlement. Prinses Norodom Arunrasmy, echtgenoot van Keo Putk Rasmey, volgde haar man op als partijvoorzitter. Norodom Ranariddh, inmiddels teruggekeerd uit ballingschap, werd in 2015 voor de tweede maal voorzitter van de partij. Bij de verkiezingen van 2018 werden wederom geen zetels behaald. FUNCIPEC is alleen nog vertegenwoordigd in wat lagere bestuursorganen en heeft twee (benoemde) senatoren.

## Paramilitaire vleugel
De partij hield er tot 1993 een eigen partijmilitie op na, Armee Nationale Sihanoukiste. Daarna volgde (een langzame) integratie van de partijmilitie in het leger.

## Ideologie
FUNCINPEC is een gematigd conservatieve partij met een duidelijk monarchistisch profiel. De partij laat zich inspireren door het Theravada Boeddhisme. FUNCINPEC wordt gezien als de opvolger van Sangkum, de monarchistische partij onder Sihanouk die van 1955 tot 1970 in Cambodja aan de macht was.

## Partijdleiding
| Voorzitters van FUNCINPEC | Voorzitters van FUNCINPEC | Voorzitters van FUNCINPEC | Voorzitters van FUNCINPEC                                                  |
| Afbeelding                | Persoon                   | Periode                   | Opmerking(en)                                                              |
| ------------------------- | ------------------------- | ------------------------- | -------------------------------------------------------------------------- |
|                           | Prins Norodom Sihanouk    | 1981 - 1989               | Koning van Cambodja 1941-55, 1993-2004; Staatshoofd 1960-70, 1975-76, 1993 |
|                           | Nhiek Tioulong            | 1989 - 1992               | Premier in 1962                                                            |
|                           | Prins Norodom Ranariddh   | 1992 - 2006               | Zoon van koning Sihanouk, premier 1993-97                                  |
|                           | Keo Puth Rasmey           | 2006 - 2011               | Schoonzoon van koning Sihanouk                                             |
|                           | Generaal Nhek Bun Chhay   | 2011 - 2013               | Vicepremier 2006-11                                                        |
|                           | Prinses Norodom Arunrasmy | 2013 - 2015               | Dochter van koning Sihanouk, echtgenote van Keo Puth Rasmey                |
|                           | Prins Norodom Ranariddh   | 2015 - heden              | Tweede periode als voorzitter.                                             |

## Zetelverdeling
| Zetelverdeling Nationale Vergadering | Zetelverdeling Nationale Vergadering | Zetelverdeling Nationale Vergadering | Zetelverdeling Nationale Vergadering |
| jaar                                 | %                                    | zetels                               | totaal                               |
| ------------------------------------ | ------------------------------------ | ------------------------------------ | ------------------------------------ |
| 1993                                 | 45,5                                 | 58                                   | 120                                  |
| 1998                                 | 31,7                                 | 43                                   | 122                                  |
| 2003                                 | 20,7                                 | 26                                   | 123                                  |
| 2008                                 | 5,0                                  | 2                                    | 123                                  |
| 2013                                 | 3,7                                  | 0                                    | 123                                  |
| 2018                                 | 5,9                                  | 0                                    | 125                                  |
| Zetelverdeling Senaat                |                                      |                                      |                                      |
| jaar                                 | %                                    | zetels                               | totaal                               |
| 2006                                 | 20,4                                 | 10                                   | 57                                   |
| 2012                                 | -                                    | 0                                    | 57                                   |
| 2018                                 | 2,4                                  | 0                                    | 58                                   |

## Verwijzingen
1. ↑  M.u.v. de Rode Khmer, die bleef tot 1998 in een strijd verwikkeld met de regering in Phnom Penh.
2. ↑  Eerste keer: 1941-1951.
3. ↑  Twee door de kroon benoemde senatoren.